# 埼玉県道73号秩父上名栗線

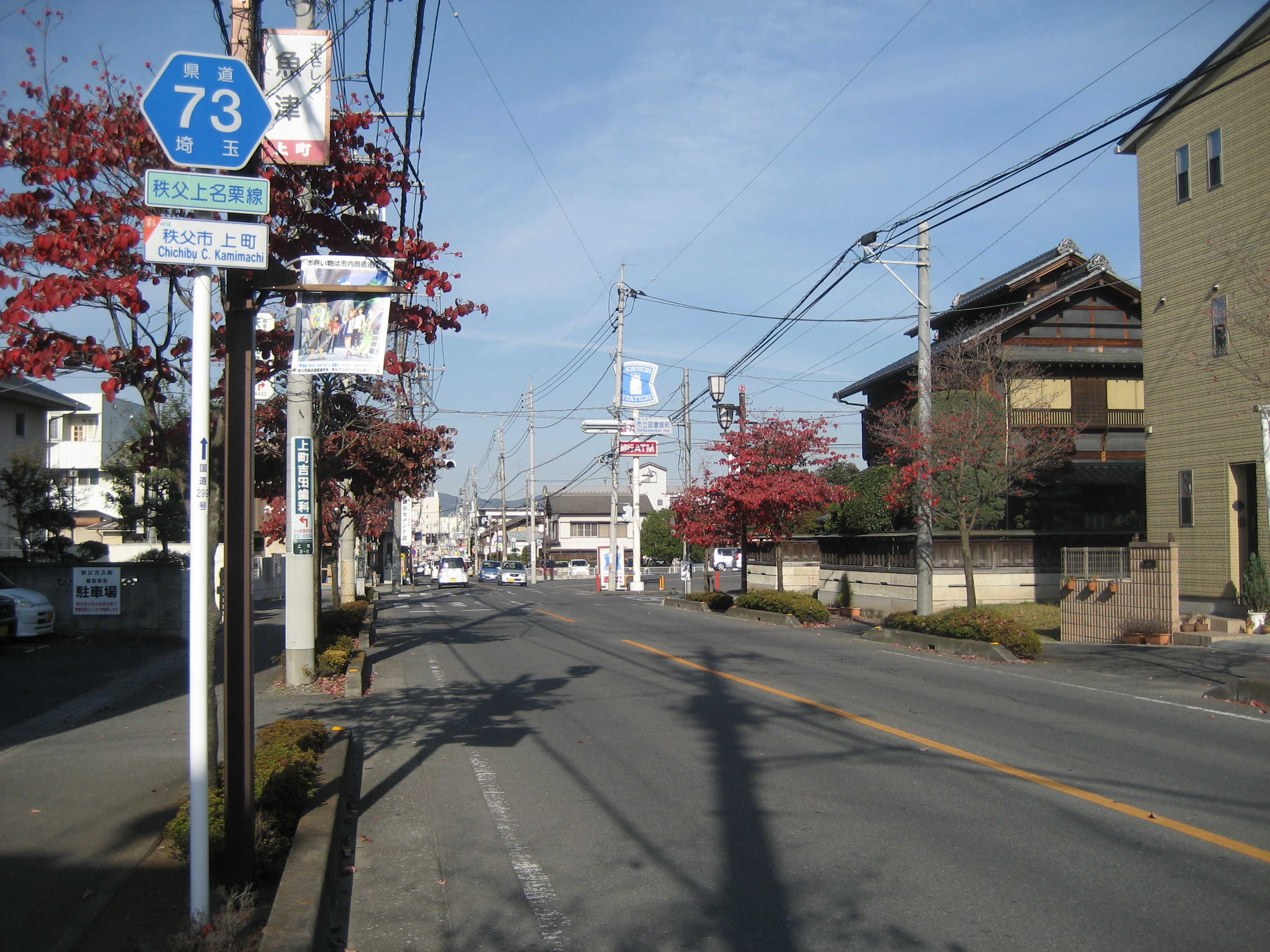
秩父市上町

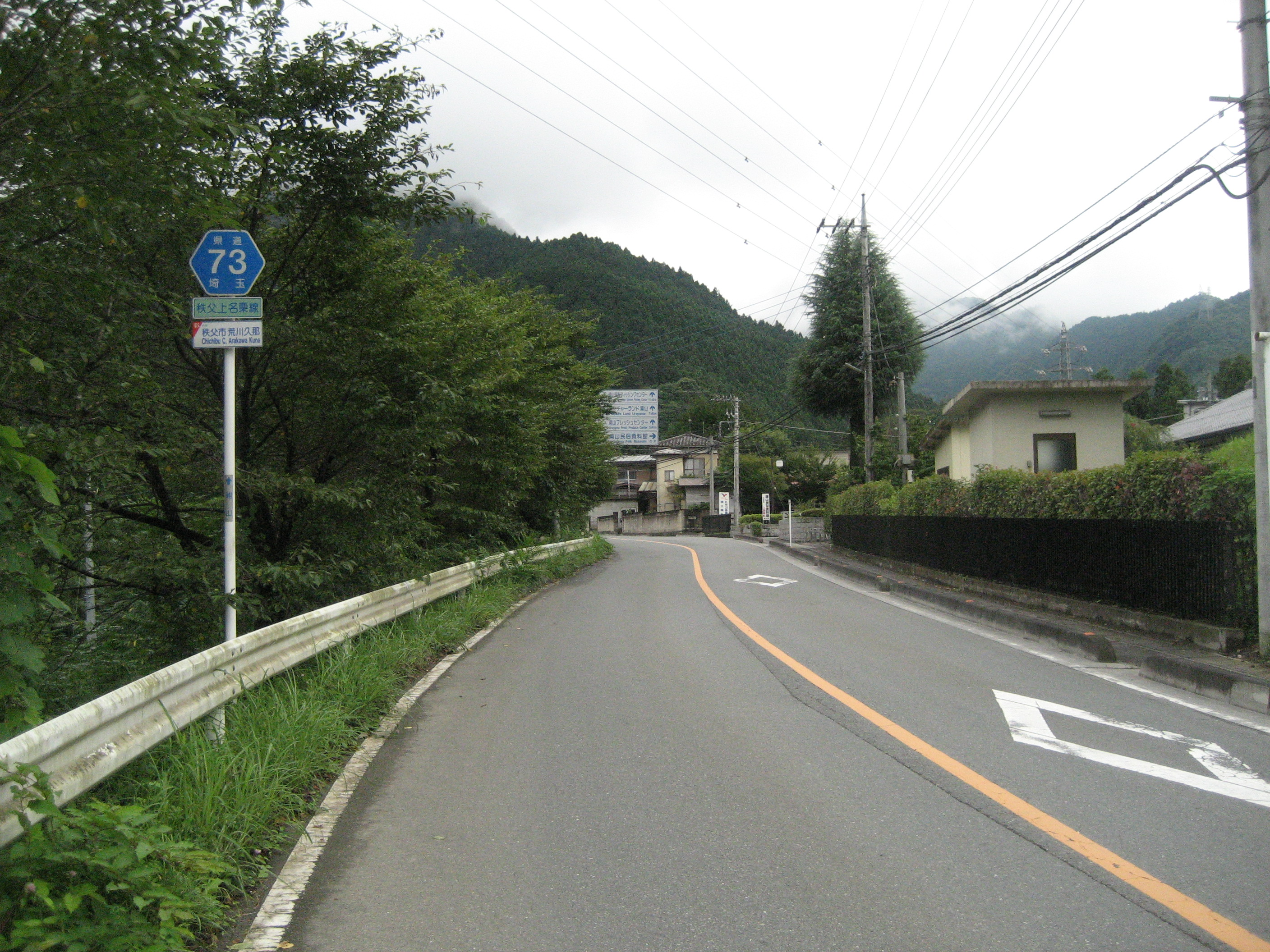
秩父市荒川久那

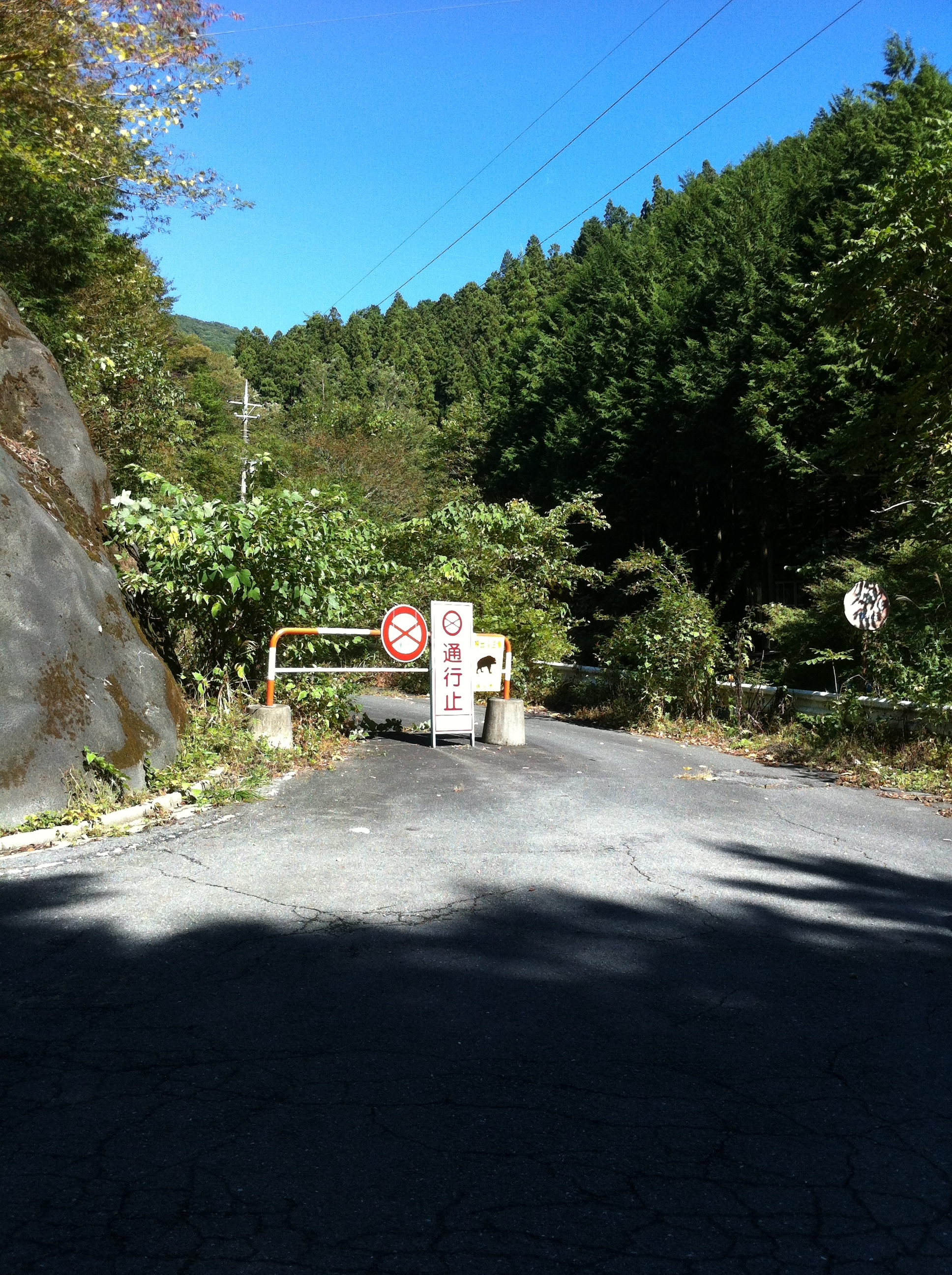
秩父市浦山川俣

埼玉県道73号秩父上名栗線（さいたまけんどう73ごう ちちぶかみなぐりせん）は、埼玉県秩父市から鳥首峠を越えて埼玉県飯能市名栗地区に至る主要地方道である。
秩父市浦山川俣の森林管理道広河原逆川線（ひろかわらさかさがわせん）分岐点から飯能市上名栗白岩までは悪路または登山道であり、地図上では点線で表記される未通区間である。

## 起点・終点
- 起点：埼玉県秩父市（国道299号交点）
- 終点：埼玉県飯能市（東京都道・埼玉県道53号青梅秩父線交点）
- 距離：22,016m

## 通過する自治体
- 埼玉県
  - 秩父市 - 飯能市

## 交差する道路
- 国道299号「本町交差点」
- 国道140号「押堀橋交差点」
- 東京都道・埼玉県道53号青梅秩父線

## 重複区間
- 国道140号（押堀橋交差点 - 上影森）

## 沿線の主な施設
- 浦山口駅
- 橋立鍾乳洞
- 浦山ダム（秩父さくら湖）
- 浦山渓谷